# Dmitri Koulikov (politologue)
Dmitri Evguenievitch Koulikov (Дми́трий Евге́ньевич Кулико́в), né le 18 novembre 1967 à Chakhtiorsk (RSS d'Ukraine), est un politologue, journaliste et consultant politique russe. Il est expert du comité d'État de la Douma sur les affaires de la CEI et des relations avec les compatriotes. Il est producteur de cinéma et présentateur et chroniqueur à la télévision et à la radio.

## Biographie
Koulikov est diplômé de l'école secondaire n° 1 de Chakhtiorsk, puis après son service militaire il étudie à la faculté d'histoire de l'Université d'État de Moscou et en 2013 il est diplômé en jurisprudence de l'Institut international de droit.
Il est producteur de films, en particulier de Match (2012) d'Andreï Malioukov, Vojd raznokojikh (Le Chef de ceux qui ont une autre couleur de peau), La Maison vide et de toute une série de films télévisés.
Avec Timofeï Sergueïtsev et Iskander Valitov, il participe à des campagnes politiques et électorales en Russie et en Ukraine : élection présidentielle ukrainienne de 1999 (Koutchma), élection présidentielle ukrainienne de 2004 (Ianoukovitch), élection présidentielle ukrainienne de 2010, élection de Mikhaïl Prokhorov et le parti Juste Cause de l'été à l'automne 2011.
Koulikov est crédité d'avoir développé des idées et des thèses transmises ensuite à l'électorat,,. Il considère qu'il est disciple du philosophe Gueorgui Chtchedrovitski, il est cofondateur et membre du conseil d'administration de la Fondation des archives du Cercle méthodologique de Moscou. Il est coauteur du livre Leçon d'histoire russe et auteur d'articles pour l'hebdomadaire Odnako.
Dmitri Koulikov présente plusieurs émissions de débats à la télévision, surtout depuis la crise politique ukrainienne de 2013-2014.
Depuis septembre 2015, Dmitri Koulikov mène l'émission matinale d'analyse de l'information Formule du sens («Формула смысла») (intitulée au départ Facteur de compréhension, «Фактор понимания») avec Olga Podolian sur la radio Vesti-FM («Вести-FM»). Depuis février 2017, il anime sur cette même radio l'émission d'histoire Notre XXe siècle («Наш XX век») (avec Armen Gasparian et Gueorgui Saralidzé).
Le 17 avril 2015, il est élu au comité fédéral du parti «Plateforme civique», un mois après le départ de Mikhaïl Prokhorov et ses partisans.
En septembre 2015, il remplace l'écrivain Sergueï Minaïev en qualité d'animateur de l'émission de débat socio-politique Le Droit de savoir («Право знать!») sur la chaîne TV Centre. Du 22 août à novembre 2016, il dirige l'émission Le Droit de vote sur TV Centre (au départ avec Roman Babaïan pendant la période de la campagne des élections législatives de 2016, puis à tour de rôle).
D'avril 2017 à juin 2018, il dirige avec Nikolaï Zlobine l'émission de débat Projet rouge («Красный проект») sur la chaîne TV Centre.
Du 5 août au 27 décembre 2019 et depuis le 3 mars 2022, il dirige l'émission de débat Qui est contre? («Кто против?») sur la chaîne Rossia 1. Il soutient la politique de son pays en ce qui concerne la crise russo-ukrainienne.
Dmitri Koulikov est membre du Conseil public auprès du ministère de la Défense de la fédération de Russie.

## Distinctions
- Médaille de l'ordre du Mérite pour la Patrie de IIe classe (21 août 2020)[15].

## Publications
- Armen Gasparian, Dmitri Koulikov, G.T. Saralidzé, Революция 1917 года. Как это было? [La Révolution de 1917], Saint-Pétersbourg, éd. Piter, 2019,  (ISBN 978-5-4461-1025-4)
- Armen Gasparian, Dmitri Koulikov, G.T. Saralidzé, Эхо войны. Неудобная правда [L'Écho de la guerre. Vérité gênante], Saint-Pétersbourg, éd. Piter, 2019,  (ISBN 978-5-4461-1033-9)
- Armen Gasparian, Dmitri Koulikov, G.T. Saralidzé, Оттепель. Как это было?, Saint-Pétersbourg, éd. Piter, 2019,  (ISBN 978-5-4461-1050-6)
- Armen Gasparian, Dmitri Koulikov, G.T. Saralidzé, Эпоха застоя. Как это было? [L'Ère de la stagnation], Saint-Pétersbourg, éd. Piter, 2019,  (ISBN 978-5-4461-1092-6)
- Armen Gasparian, Dmitri Koulikov, G.T. Saralidzé, Перестройка. Как это было? [La Péréstroïka], Saint-Pétersbourg, éd. Piter, 2019,  (ISBN 978-5-4461-1041-4)
- Armen Gasparian, Dmitri Koulikov, G.T. Saralidzé, Вожди и лидеры. Как это было? [Chefs et Leaders], Saint-Pétersbourg, éd. Piter, 2019,  (ISBN 978-5-4461-1032-2)
- Timofeï Sergueïtsev, Dmitri Koulikov, P.P. Mostovoï, Идеология русской государственности. Континент Россия [L'Idéologie de l'État russe. Continent Russie], Saint-Pétersbourg, éd. Piter, 2020,  (ISBN 978-5-00116-518-7)